# Žarko Rakočević
Žarko Rakočević (in montenegrino Жарко Ракочевић; Kolašin, 4 gennaio 1984) è un cestista montenegrino.

## Palmarès
- Campionato montenegrino: 1

Budućnost: 2006-07
- Campionato serbo: 1

Partizan Belgrado: 2008-09
- Coppa del Montenegro: 2

Budućnost: 2007, 2008
- Coppa di Serbia: 1

Partizan Belgrado: 2009
- Coppa di Bosnia ed Erzegovina: 1

Bosna: 2010
- Lega Adriatica: 1

Partizan Belgrado: 2008-09
- Campionato austriaco: 1

BC Vienna: 2012-2013